# 幼なじみはベッドヤクザ!
『幼なじみはベッドヤクザ!』（おさななじみはベッドヤクザ）は2007年11月22日に脳内彼女より発売された18禁のパソコンゲーム（アダルトゲーム）ソフトである。

## ストーリー
主人公の福原 智樹（ふくはら ともき）は、久々に故郷に戻り、ともに楽しい時を過ごしていた幼馴染たちが昔とは異なる姿になり、戸惑う。彼は、別の幼馴染である七宮 琴乃との再会を果たすも、かつての清楚なお嬢様から明るくガサツな性格へと変わっていた。さらに追い打ちをかけるように、当の本人から「こんなの智くんじゃない」と言われてしまう。

## 登場人物
福原 智樹（ふくはら ともき）
主人公である文芸部部長。両親が出張のため故郷に戻り一人暮らしをしているが、生活能力に乏しい。幼馴染たちと楽しい時を過ごしていたが、変わってしまった彼女たちに戸惑っている。
七宮 琴乃（しちのみや ことの）
声 - 金松由花
智樹の幼馴染で、結婚の約束をした相手。かつては智樹があこがれるほど清楚なお嬢様だったが、再会したときはがさつで明るい性格になっており、智樹を戸惑わせた。
湊川 治子（みなとがわ なおこ）
声 - 渋谷ひめ
智樹の学校の生徒会長で、人望は高いが、智樹に対しては厳しい。兄である玲二に対しては不安を抱いている。
鷹取 魅咲（たかとり みさき）
声 - 桜川未央
智樹の遠縁の親戚で、筆おろしの相手。1年前に行方不明になった後、智樹の母の頼みで彼のもとを訪れ、そのまま居ついている。
麻耶をお人形みたいな子と評している。
長狭 つぐみ（ながさ つぐみ）
声 - 春日アン
智樹の幼馴染である穏やかな性格の少女。智樹にご飯を作ってあげるほど世話好きで、彼のこととなると暴走しがちである。
磯上 麻耶（いそがみ まや）
声 - 草柳順子
文芸部の後輩。かつては妹のように智樹の後をついてくることが多かったが、大きくなってからは無愛想な面が強くなった。若くして小説家として活躍しているためプロ意識が高く、厳しい意見を出すため、文芸部には新入部員が来ない状態にある。
魅咲の体格にあこがれている。
小野塚 あさひ（おのづか あさひ）
声 - 民安ともえ
智樹の幼馴染。女装を趣味としており、男子からもラブレターをもらったことがある。
湊川 玲二（みなとがわ れいじ）
声 - 植木亨
智樹のクラスの担任で、治子の兄。ホストっぽい服装をしておりやりたい放題やっている。しかも、体罰も辞さない姿勢をとっているためPTAや保護者からは警戒されているが、生徒の悩みを親身になって聞いてくれるため、生徒側からの人気は高い。
喜多野 輝彦（きたの てるひこ）
声 - 原田友貴
智樹が学校に入ってから仲良くなったオタク。単純な性格で、あさひにだまされることが多い。

## スタッフ
- シナリオ - 西田一、蒼夜、上遠乃きつぐ、立ち棒、蠍火
- 原画 - とんぷう、あおぎりぺんた

## 開発
一迅社の『女装少年コレクション ゲーム編』の取材に答えたディレクターの西田一によれば、本作の小野塚あさひは、かねて西田が描きたかった理想の女装っ子であるという。はじめはあさひを単に変わった格好をした男として認識していた主人公が、徐々にあさひを意識するようになり戸惑う姿と、連動するように、徐々に女らしくなっていくあさひの姿を描きたかったと述べている。あさひの台詞「女装は貴族の趣味なんだよ」には、西田の女装に対する思想が込められていると説明している。
また西田は、本作ではメインのヒロインたちが酷い性格をしているため、その対比として優しい友人を作りたかったという側面もあったと説明している。酷いヒロインから逃れてあさひに癒やされる効果を計算していたという。原画のあおぎりぺんたは、あさひについて「絶対に失敗したらいけないキャラクター」「あさひだけは100パーセント誰からでも好かれるキャラクターにしなければ」との思いがあったと語っている。『はぴねす!』の渡良瀬準や『処女はお姉さまに恋してる』の宮小路瑞穂が既に出ていて、女装少年が台頭しはじめた時期であり、二人に負けないキャラにしようと意気込んでいたという。
西田は2008年に次のように語っている。

## 反響
小野塚あさひは発売前の人気投票で1位を獲得した。ディレクターの西田一はこのことを振り返って「正直あの時は天啓が下りた気分です。来るべき時がきた、この結果を素直に受け止めるべきだと強く意識しました」と語っている。あさひは、脳内彼女が「男の娘」作品を続々とリリースしていく切っ掛けとなったキャラクターである。
本作は、あさひが好評を博した結果、ファンディスクが制作された。このファンディスクには、あさひがつぐみに犯されるというシーンがあり、物議を醸した。ユーザーにとっては「嫁をレイプされた」感覚だったのではないかとあおぎりは推測している。西田・あおぎりはこの点について反省を語っている。

### 評価
アダルトゲーム雑誌「メガストア」の2008年2月号に掲載されたクロスレビューの結果では、4人のレビュアー（KAZ、りんりん、ろりぽん、絵路野オタロー）全員が7点を付けた。
このうち、KAZはSM系のハードな責めはないとしつつも、ネチネチとした言葉責めにはくるものがあるとしている。また、名前はあげていないもののあさひについても言及している。
りんりんも、幼馴染たちからの言葉責めやののしりが、主人公が受け身のシチュエーション好きが悶絶するほどエロいと評価している。また、りんりんは終盤で主人公とヒロインの立場が逆転する場面があることについてもふれ、普段は強気なヒロインとの落差に萌えると評価している。
ろりぽんはHシーンの数は多いとしつつも、手コキだけで終わるなど内容が短いものが見受けられたと述べている。
絵路野オタローはかわいくて奔放なヒロインのキャラクター性について評価している。
絵路野はヒロインたちがあまりにも堂々としていてエロさよりも迫力を感じたと述べ、交際を始める前から積極的な姿勢を取っている点からハーレム物の一種と考えたほうが良いかもしれないと述べている。
女装美少年専門誌『オトコノコ時代』にもレビューが掲載されている。ライターの川本直は、主人公にいたずらを続けるうちに本気で好きになってしまったあさひの一途さがたまらないと述べ、クライマックスの「だって、わたし、男の子だよ」というあさひの台詞は、民安ともえの声と演技もあいまって、破壊力があったと評している。川本は、他のヒロインのルートでもあさひは華を添えていたと結んでいる。